# Mistrzostwa Europy w Lekkoatletyce 1974 – pchnięcie kulą kobiet

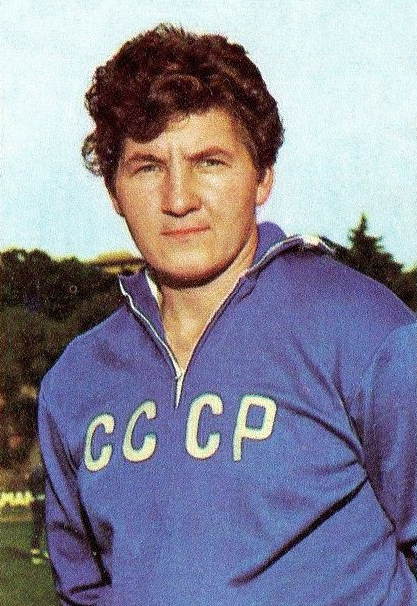
Nadieżda Cziżowa

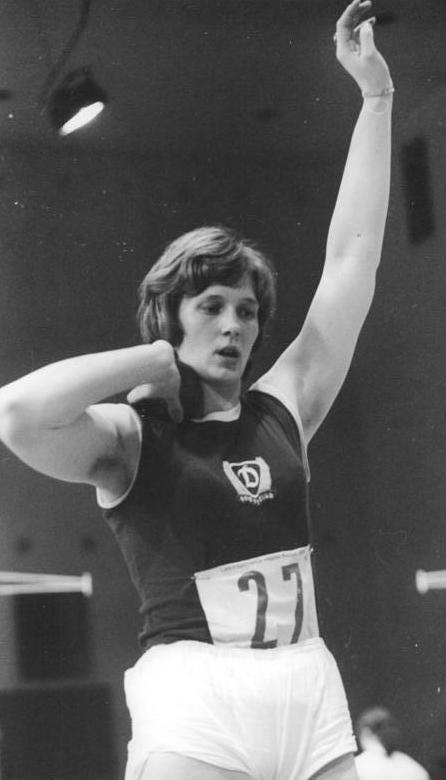
Marianne Adam

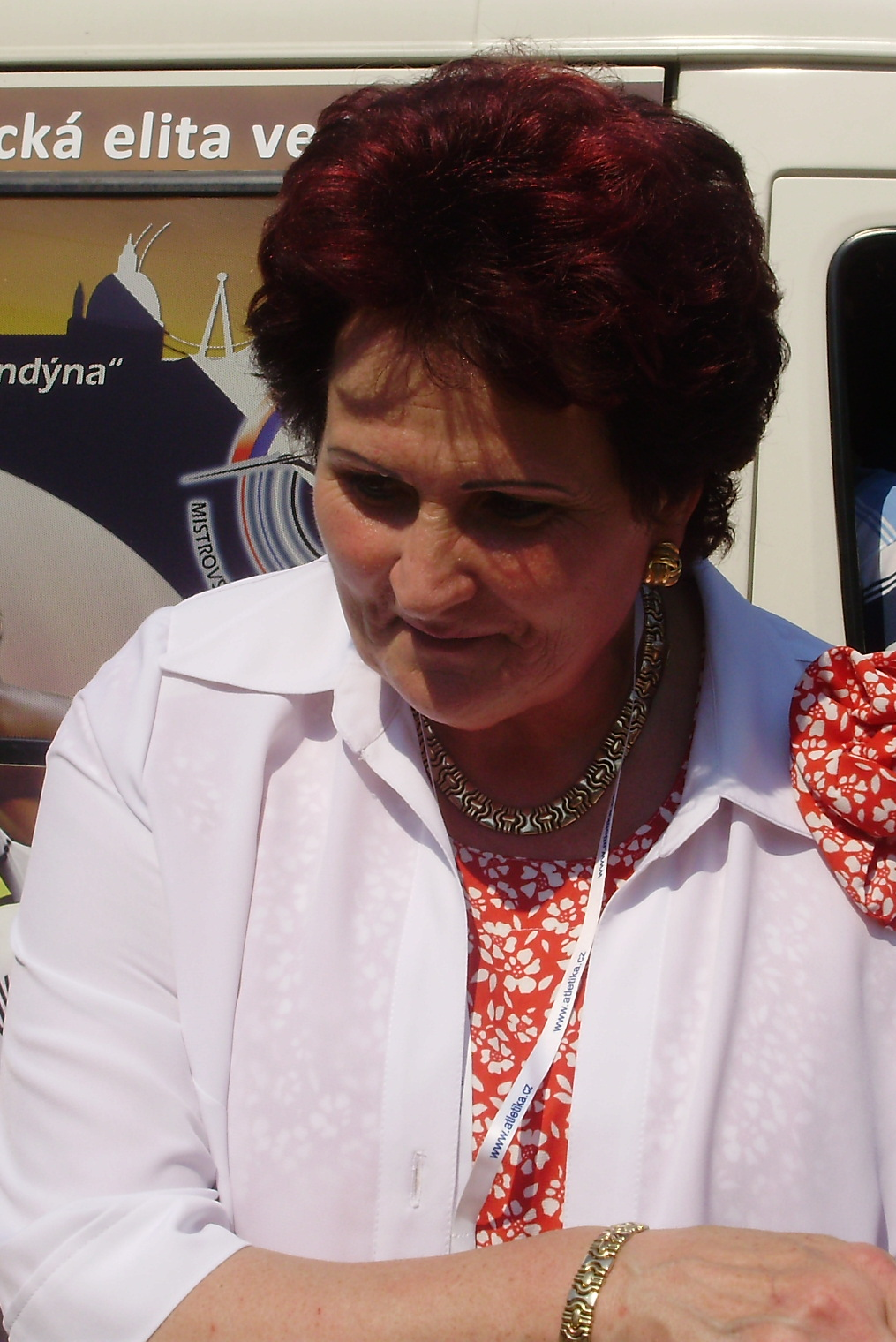
Helena Fibingerová w 2012

Pchnięcie kulą kobiet było jedną z konkurencji rozgrywanych podczas XI mistrzostw Europy w Rzymie. Rozegrano od razu finał 2 września 1974 roku. Zwyciężczynią tej konkurencji została reprezentantka Związku Radzieckiego Nadieżda Cziżowa, która obroniła złoty medal z mistrzostw z 1966, mistrzostw z 1969 i mistrzostw z 1971. W rywalizacji wzięło udział jedenaście zawodniczek z sześciu reprezentacji.

## Rekordy
| Rekord świata     | Nadieżda Cziżowa (SUN) | 21,45 | Warna, Bułgaria | 29.09.1973 |
| Rekord Europy     | Nadieżda Cziżowa (SUN) | 21,45 | Warna, Bułgaria | 29.09.1973 |
| Rekord mistrzostw | Nadieżda Cziżowa (SUN) | 20,43 | Ateny, Grecja   | 16.09.1969 |

## Wyniki

### Finał
| Poz. | Zawodniczka             | Reprezentacja  | Próby | Próby | Próby | Próby | Próby | Próby | Wynik | Uwagi |
| Poz. | Zawodniczka             | Reprezentacja  | 1     | 2     | 3     | 4     | 5     | 6     | Wynik | Uwagi |
| ---- | ----------------------- | -------------- | ----- | ----- | ----- | ----- | ----- | ----- | ----- | ----- |
| 01 ! | Nadieżda Cziżowa        | ZSRR           | 20,30 | x     | 20,78 | 19,71 | 20,19 | x     | 20,78 | CR    |
| 02 ! | Marianne Adam           | NRD            | 20,43 | 20,18 | 19,86 | x     | 20,09 | 20,42 | 20,43 |       |
| 03 ! | Helena Fibingerová      | Czechosłowacja | 20,14 | 20,16 | x     | x     | 19,79 | 20,33 | 20,33 |       |
| 4.   | Iwanka Christowa        | Bułgaria       | 19,17 | 19,04 | x     | x     | 19,02 | x     | 19,17 |       |
| 5.   | Ludwika Chewińska       | Polska         | 18,62 | 18,76 | 18,98 | 18,57 | 18,62 | x     | 18,98 |       |
| 6.   | Marita Lange            | NRD            | 18,31 | 18,53 | 18,60 | x     | 18,50 | 18,43 | 18,60 |       |
| 7.   | Elena Stojanowa         | Bułgaria       | x     | 18,39 | 18,26 | 18,08 | x     | 18,48 | 18,48 |       |
| 8.   | Swietłana Kraczewska    | ZSRR           | 17,39 | 18,23 | 18,10 | x     | 18,27 | 18,05 | 18,27 |       |
| 9.   | Jelena Korabliewa       | ZSRR           | 18,17 | 17,75 | x     |       |       |       | 18,17 |       |
| 10.  | Radostina Bachczewanowa | Bułgaria       | 16,36 | 17,97 | x     |       |       |       | 17,97 |       |
| 11.  | Cinzia Petrucci         | Włochy         | 14,97 | x     | x     |       |       |       | 14,97 |       |